# Carmine Lantriceni

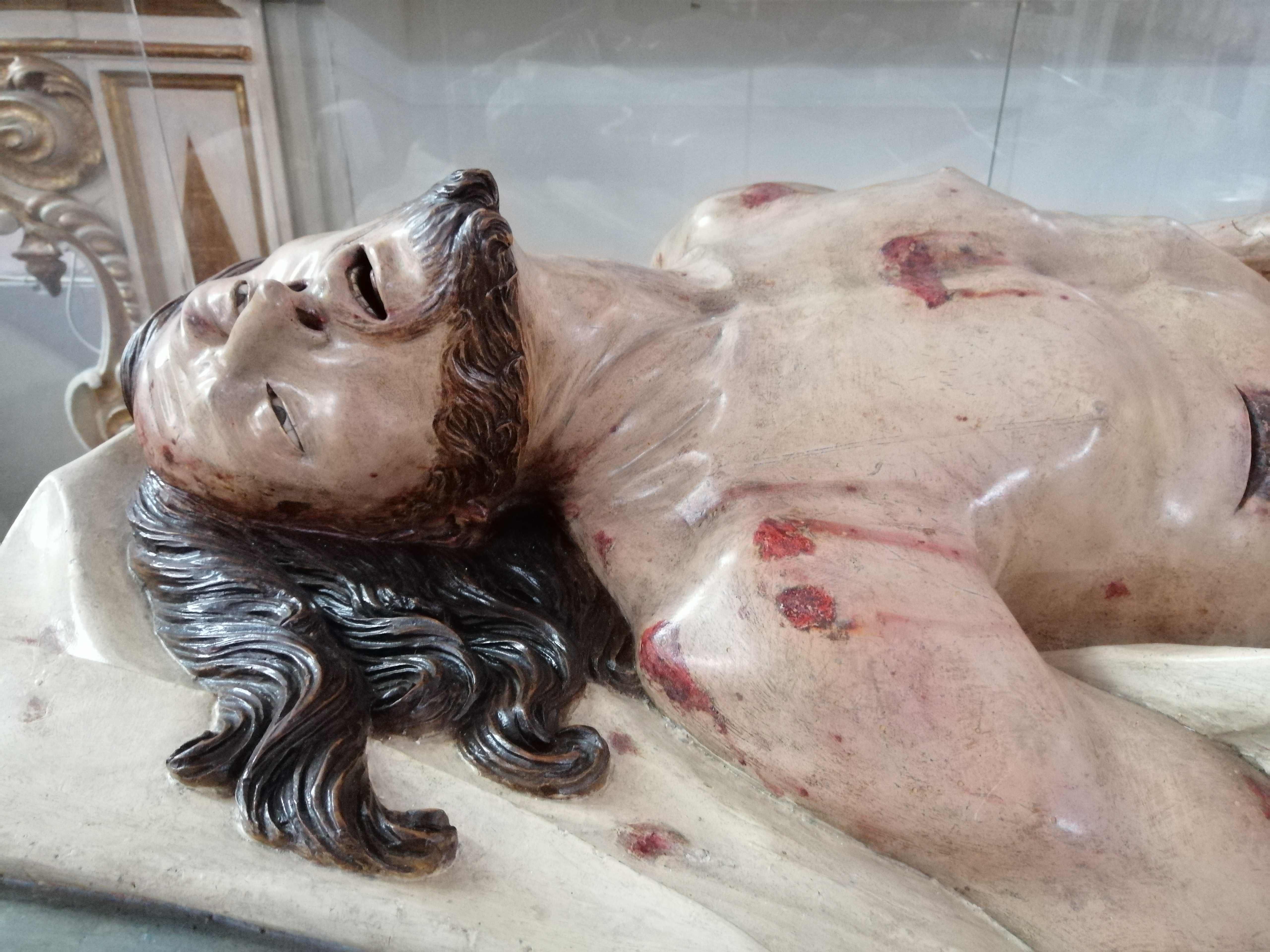
Statua lignea del Cristo morto, chiesa di San Tommaso d'Aquino, Procida - Particolare di testa e torso

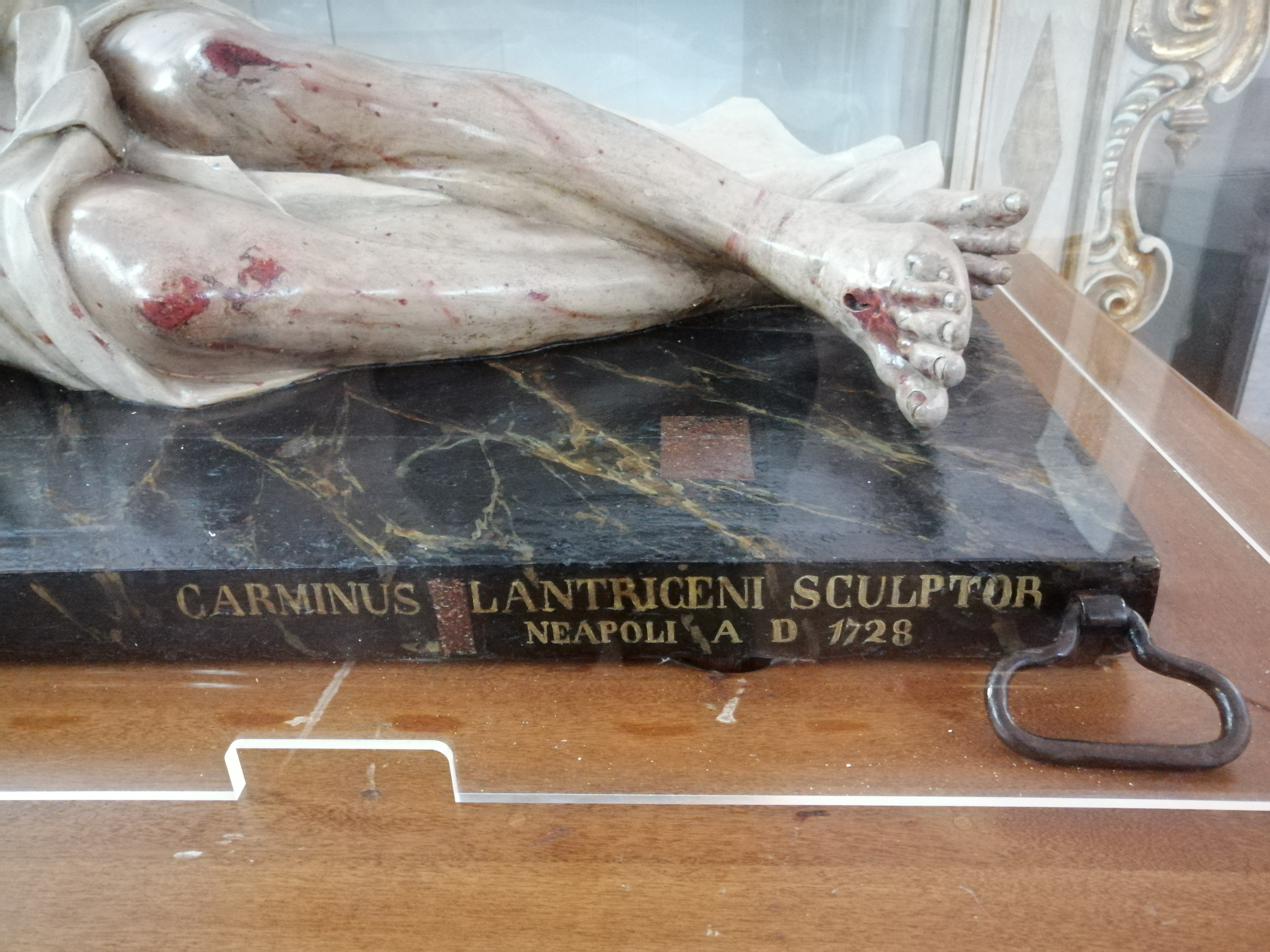
Statua lignea del Cristo morto, chiesa di San Tommaso d'Aquino, Procida - Particolare con firma e data

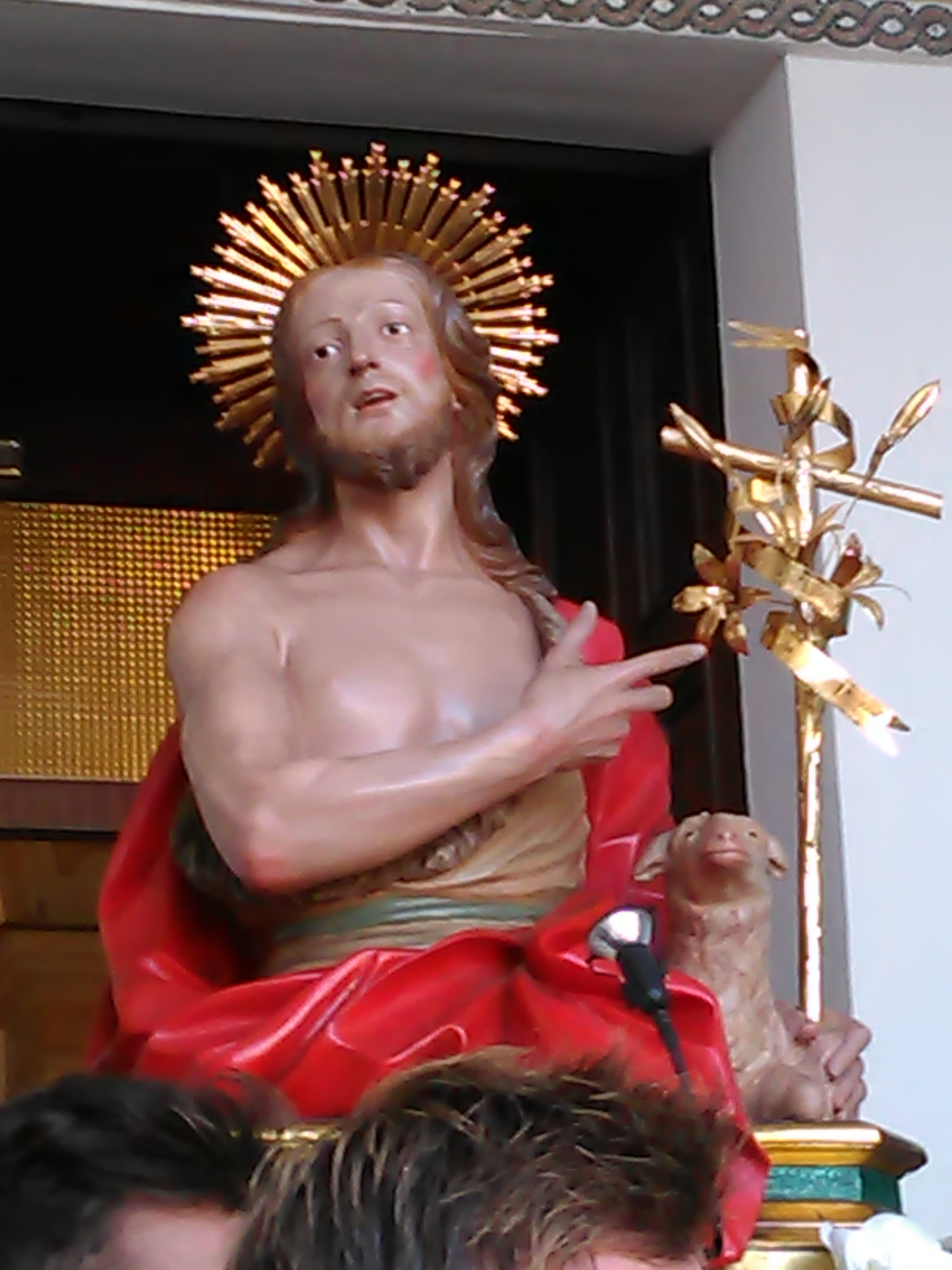
Carmine Lantriceni, San Giovanni Battista, chiesa di San Giovanni Battista all'Olmo (Massaquano)

Carmine Lantriceni (Napoli, fine XVII secolo – XVIII secolo) è stato uno scultore italiano.

## Biografia
Non si posseggono notizie biografiche, su questo scultore di scuola napoletana di epoca tardo-barocca. La sua attività è documentata dalle numerose sue sculture che ci sono pervenute.
Nell'isola di Procida, chiude la processione dei Misteri del Venerdì Santo - che si svolge dall'antico borgo Terra Murata fino al porto, alla Marina Grande - la statua lignea del Cristo morto, scolpita da Carmine Lantriceni nel 1728 e custodita per il resto dell'anno nella chiesa di San Tommaso d'Aquino, dove ha sede la Congrega dei Turchini che possiede la statua e che la porta in processione. Si tratta di un'opera di impressionante  realismo, di forte impatto emotivo,  di drammatica potenza, volta a suscitare la pietà e la commozione.
A Montesarchio, provincia di Benevento, nella chiesa di Santa Maria delle Grazie, nella cappella laterale che è dedicata all'Immacolata Concezione, è conservata una figura lignea della Madonna, scolpita da Lantriceni. Al Museo diocesano di Pozzuoli è esposto un busto di legno di San Gennaro, scolpito nel 1720 circa da Carmine Lantriceni.
Egli ha anche realizzato un busto di San Giovanni Battista per l'altare maggiore della chiesa omonima di Massaquano, frazione di Vico Equense; inoltre, i busti, su basi intagliate, dei santi Filippo e Giacomo, datati 1715 e conservati sull'altare maggiore della parrocchiale di Diso, provincia di Lecce. A Cartagena (Spagna) - arrivato da Napoli, fra il 1720 ed il 1725 e destinato alla chiesa della SS. Vergine della Carità - si trova un monumentale gruppo della Pietà, da lui scolpito. È anche l'autore di un'altra Pietà, che si trova a Frattaminore, provincia di Napoli.